# Hermonassa roesleri
Hermonassa roesleri là một loài bướm đêm trong họ Noctuidae.